# 언어계획
언어계획(language planning)은 의사소통의 문제를 해결할 목적으로 한 사회에서 언어의 기능을 변화시키기 위해 정부가 공인하고 장기간 지속하며 가하는 의식적인 노력이다. 언어계획은 현재 사용되는 언어를 바꿔나가기 위해 조직적으로 현실에 개입하는 것이다. 많은 나라들은 정부 단위에서 그런 기관을 유지하고 있으며 대한민국에도 국립국어원이 있다.

## 성격
언어계획이라는 말은 주로 제3세계 국가들의 국민국가 건설이나 근대화 과정에서 많이 언급되었다. 정체성 확립의 주요 수단으로 언어 표준화가 가장 중요한 정책 중 하나였기 때문이다. 하지만 사실 제3세계만의 현상도, 근대화 과정에서만의 현상인 것은 아니다.
언어계획은 국가단위에서만 벌어지는 것은 아니고 민족단위나 지역단위에서도 얼마든지 벌어질 수 있다. 한 민족이 두개 이상의 국가로 나뉘어있다면 그 때는 국가 단위를 넘는 일이 되기도 한다. 문자가 없는 언어를 위한 국제기구로는 국제 SIL이 있다.

## 지위 계획
지위 계획(status planning)은 여러 언어가 있을 때 어떤 언어를 국어로 삼고 어떤 것을 공용어로 삼을 것인지, 혹은 어떤 언어를 표준어로 두고 어떤 것을 방언으로 둘 것인지를 정하는 것이다. 이 과정에서 어떤 문자를 쓸 것인가에 대한 문제가 불거지기도 한다. (언어정책을 참고하라)
지위 계획은 한 국가가 독립할 때 매우 중요하게 여겨진다. 예를 들어 소수민족의 자국어 화자들이 자녀들을 교육시킬 때 자신들의 언어 사용을 (자의적 혹은 타의적으로) 부정하면 그 언어는 머잖아 기존의 지위를 잃게 된다. 사실 지위 그 자체는 상대적인 개념이므로 그 지위는 점진적으로 향상될 수도, 감소될 수도 있다.

## 자료계획
자료계획(corpus planning)은 한 언어를 표준화시키기 위해 철자법, 어원, 사전편찬, 문헌정리 등을 수행하는 것이다. 자료계획의 목표는 한 언어가 대화, 공적생활, 교육 등에 문제없이 활용될 수 있도록 그 언어의 언어자원을 발전시키는 것이라고 할 수 있다. 이 과정에서 언어순수주의자들은 외래어를 배척하는 모습을 보여주기도 하며(순 우리말 사용 운동 등) 새로운 철자법에 대한 고민이 생기기도 한다(현대 터키어의 로마자화 등).

## 습득계획
교육계획(acquisition planning)은 국어, 공용어, 외국어를 어떻게 교육시킬것인가를 고민하는 것이다. 교육계획은 언어 확산에 직접적인 영향을 미치고 또 문화와의 관련이 높기 때문에 각 국가들은 자국민을 위한 교육기관을 유지하는 동시에 해외에서 문화원을 운영하면서 자국어를 퍼뜨리기 위해 노력하고 있다.

## 같이 보기
- 언어 사멸
- 언어정책
- 사피어-워프 가설
- 언어 교체
- 언어 순수주의